# Col·legi Cor de Maria
El Col·legi Cor de Maria és un centre educatiu del municipi de Figueres (Alt Empordà). L'edifici on està ubicada és una obra inclosa en l'Inventari del Patrimoni Arquitectònic de Catalunya.

## Edifici
La construcció és de grans dimensions, situat en una cantonada a uns cent metres del Museu Dalí. Aquesta escola està formada per dos edificis, una de les quals una església en cantonada. Aquesta església ha estat reformada per a convertir-la en escola, però l'exterior té la cantonada carreuada. La porta d'accés és allindanada, amb columnetes als costats. Sobre aquesta porta hi ha una obertura cega de mig punt amb un guardapols a sobre. El pis superior té dues finestres en arc de mig punt amb un òcul a sobre i el mateix guardapols que el de la porta d'accés. La coberta d'aquest edifici és a dues vessants, a diferència de l'edifici del costat que té la coberta terrassada. Aquest edifici és de planta baixa i dos pisos amb tres obertures a cada planta i decorades amb un guardapols, decorats amb un a flor de llis, exceptuant el guardapols de la planta superior de la finestra central que té una creu amb decoració vegetal. Sis pilastres sostenen el voladís de la façana.